# Landschaftsschutzgebiet Biotopkomplex nördlich Jerxen

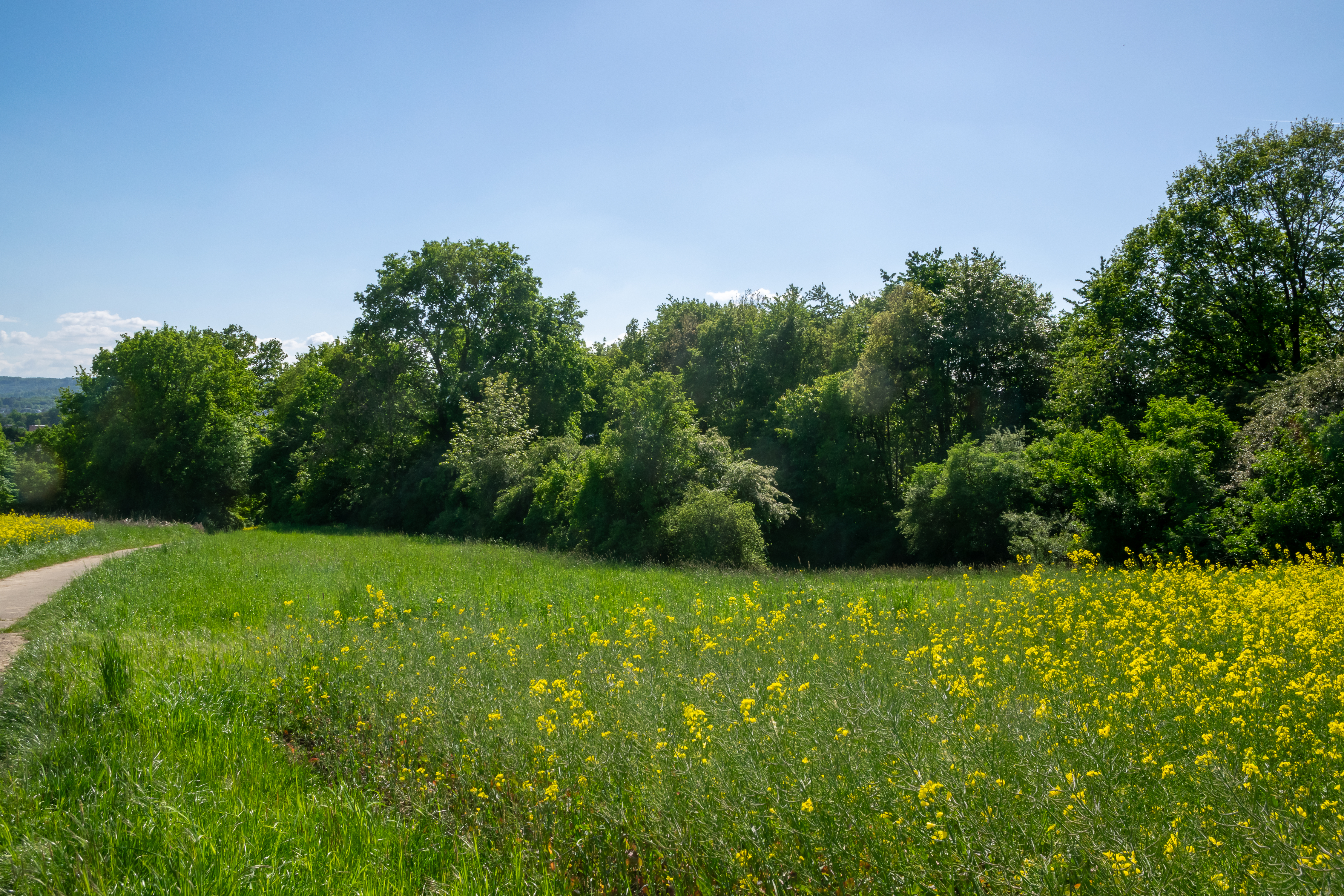
Westliche Teilfläche

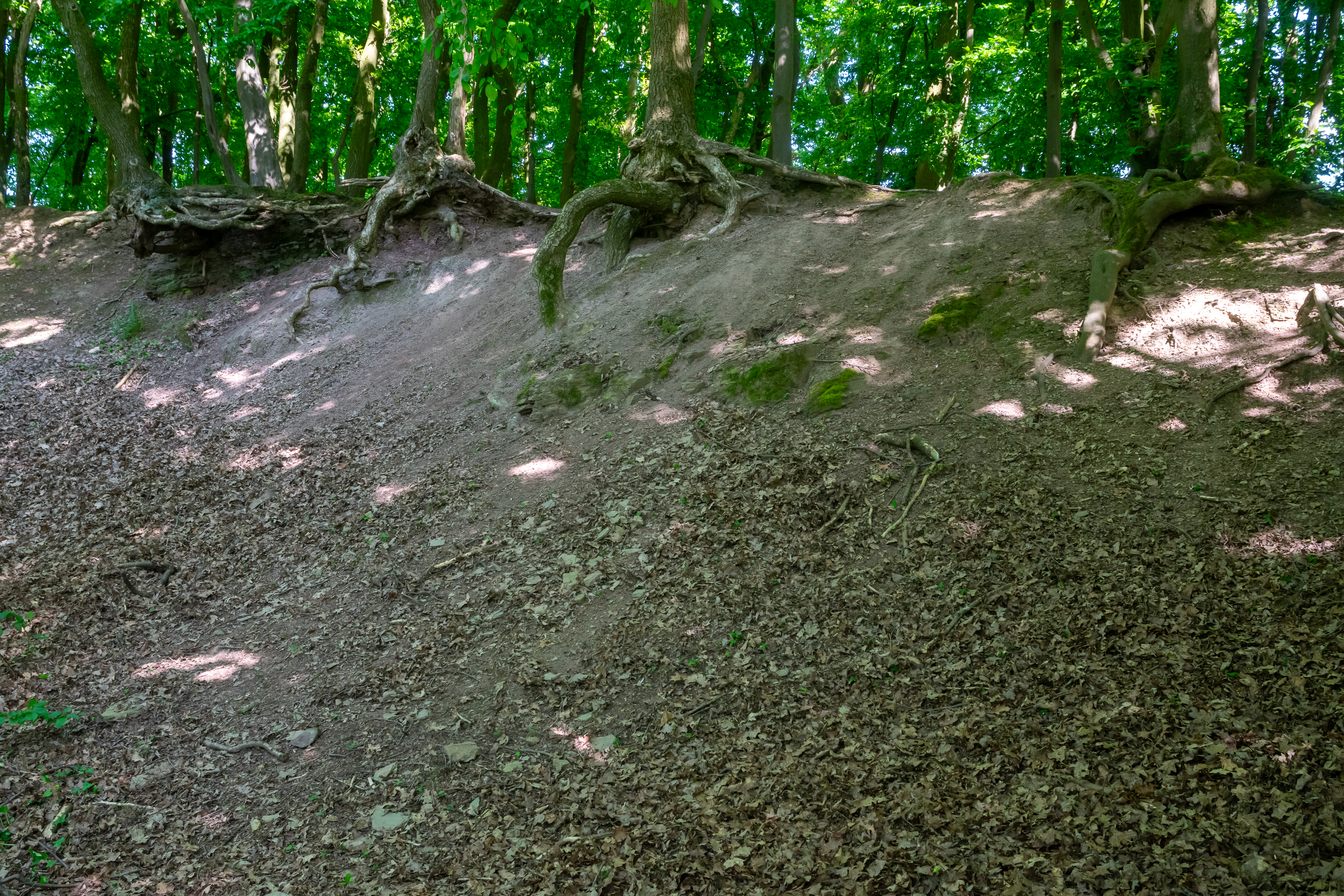
Mergelgrube in der mittleren Teilfläche

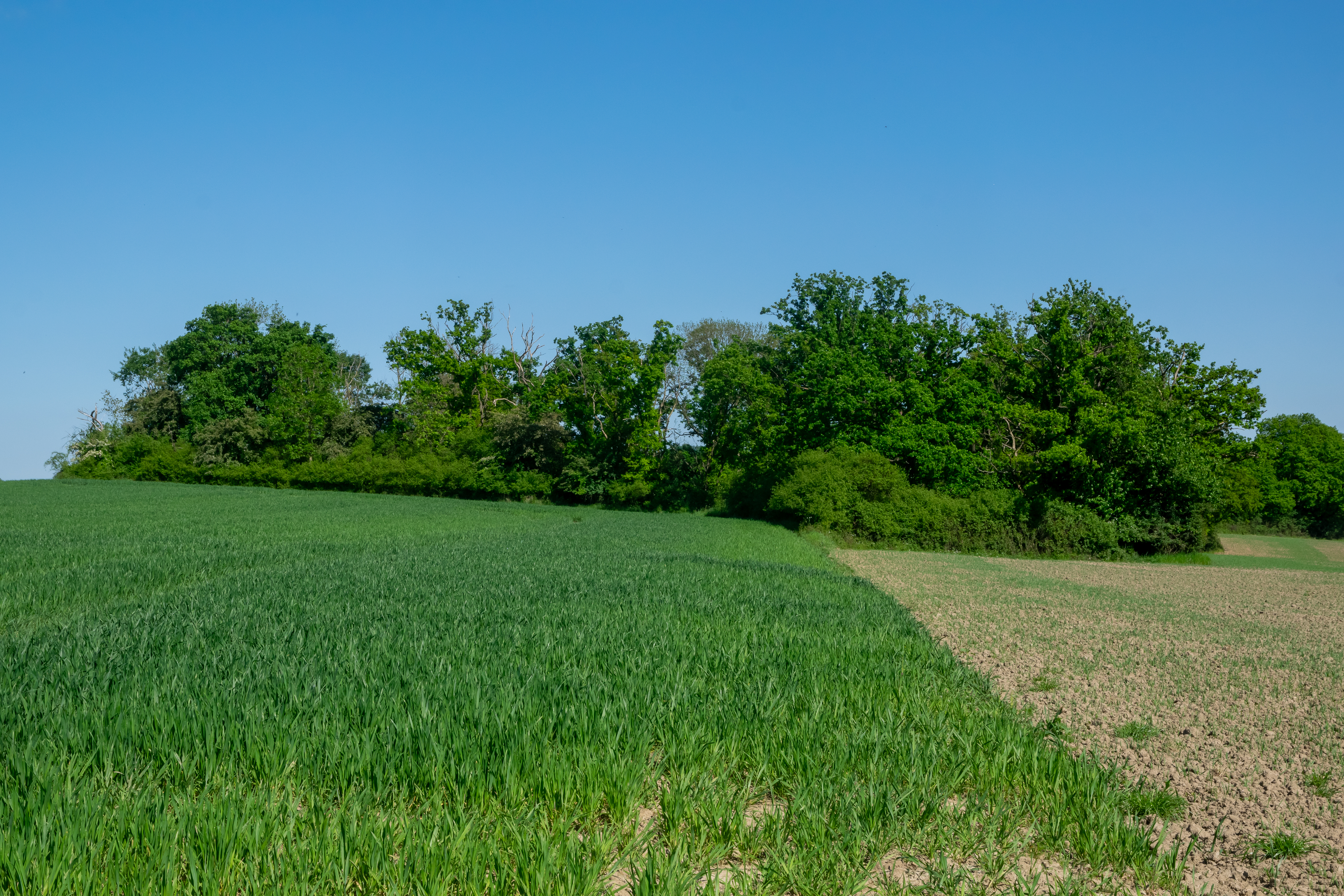
Östliche Teilfläche

Das Landschaftsschutzgebiet Biotopkomplex nördlich Jerxen mit etwa 8 ha Flächengröße liegt nördlich von Jerxen-Orbke im Stadtgebiet von Detmold. Es wurde 2006 mit dem Landschaftsplan Detmold durch den Kreistag des Kreises Lippe als Landschaftsschutzgebiet (LSG) ausgewiesen.

## Beschreibung
Das LSG umfasst drei Teilflächen eines Grünland-Heckenkomplexes auf einem südexponierten Hang einer langgestreckten Steinmergel-Bergkuppe, die sonst 
überwiegend ackerbaulich genutzt wird. Auch Feldgehölze und aufgelassene Mergelgruben befinden sich im LSG. In der westlichen Teilfläche stockt ein größeres altes Eichen-Buchen-Feldgehölz. „Die anderen Feldgehölze sind kleiner und stocken häufig auf Geländekanten oder aufgelassenen Mergelgruben. Das Grünland ist zum Teil als Magerrasen ausgeprägt.“
Zum Wert des Schutzgebietes führt der Landschaftsplan aus: „Das Landschaftsschutzgebiet hat besondere Bedeutung als naturnaher Rückzugsraum in einer ackerbaulich geprägten Landschaft sowie als Vernetzungsbiotop.“

## Schutzzwecke für das LSG
Laut Landschaftsplan erfolgte die Ausweisung des LSG
- „zur Erhaltung und Wiederherstellung der Leistungsfähigkeit des Naturhaushaltes in ökologisch besonders wertvoll strukturierten Bereichen mit Wasser-, Klima- und Biotopschutzfunktionen,“
- „zur Erhaltung und Wiederherstellung von Quellbereichen und naturnahen Fließgewässern, Wald- und Grünlandbereichen unterschiedlicher Feuchtestufen, Feldgehölzen, Hecken und Obstwiesen,“
- „zur Erhaltung morphologisch ausgeprägter Bereiche zur Sicherung der landschaftlichen Eigenart und Vielfalt für die Erholung,“
- „zur Erhaltung wertvoller Biotopkomplexe aus Wald-Grünlandbereichen, Fließgewässern und Quellen sowie Biotopen nach § 62 LG mit wichtigen Refugial-, Puffer-, Trittstein- und Vernetzungsfunktionen,“
- „zur Erhaltung und Wiederherstellung wichtiger Rückzugsräume für die bedrohte Tier- und Pflanzenwelt,“
- „zur Sicherung der das Orts- und Landschaftsbild gliedernden und belebenden und die dörflichen Siedlungsstrukturen prägenden Freiraumelemente.“[1]

## Rechtliche Vorschriften
Im Landschaftsschutzgebiet ist unter anderem das Errichten von Bauten und Fischteichen verboten. Grün- und Brachland darf nicht in eine andere Nutzungsart umgewandelt oder umgebrochen werden.